# Salsa al parque
Salsa al parque est un festival de musique salsa qui se tient chaque année en août depuis 1997 à Bogota (capitale de la Colombie).
Il fait partie des "festivals al parque" dont le premier fut Rock al parque, suivi de Jazz al Parque (1996), Hip-Hop al parque (1996), Colombia al parque (1998), Ópera al parque, Filarmónica al parque...

## Groupes notoires ayant participé
- 2001 : Juan Formell y Los Van Van (Cuba); Grupo Galé (Medellín)
- 2002 : Los Hermanos Lebrón
- 2005 : Richie Ray y Bobby Cruz, Orquesta Broadway
- 2006 : Bamboleo (Cuba); La 33
- 2007 : Orquesta Aragon (Cuba); Grupo Galé (Medellín); La 33; Guayacán Orquesta (Cali)
- 2008 : Richie Ray y Bobby Cruz (Porto Rico),  La Sonora Ponceña (Porto Rico), Los Hermanos Lebrón (Porto Rico/New York), La Original de Manzanillo (Cuba), Guaco (Venezuela), Fruko y sus Tesos (Colombie), Yuri Buenaventura (Colombie-France), Grupo Galé (Medellín), Guayacán Orquesta (Cali); La 33 (Bogota), Calambuco; hommage à Grupo Niche
- 2009 : Vocal Sampling (Cuba), La Sucursal S.A. (Barcelone); Calambuco, La 33
- 2010 : Spanish Harlem Orchestra (New York), Son De Cali; Hommage à Fruko y sus Tesos
- 2011 : Richie Ray y Bobby Cruz, Roberto Roena, Bobby Valentín, Rey Ruiz; Calambuco, La 33; Hommage à Joe Arroyo, décédé peu avant.